# Врањак Жумберачки
Врањак Жумберачки (хрв. Vranjak Žumberački) је насељено место у општини Крашић, Загребачка жупанија, Хрватска.

## Историја
До територијалне реорганизације у Хрватској био је у саставу старе општине Јастребарско.

## Становништво
У попису становништва из 2011. године, Врањак Жумберачки је имао 3 становника.
| Број становника према пописима | Број становника према пописима | Број становника према пописима | Број становника према пописима | Број становника према пописима | Број становника према пописима | Број становника према пописима | Број становника према пописима | Број становника према пописима | Број становника према пописима | Број становника према пописима | Број становника према пописима | Број становника према пописима | Број становника према пописима | Број становника према пописима | Број становника према пописима |
| ------------------------------ | ------------------------------ | ------------------------------ | ------------------------------ | ------------------------------ | ------------------------------ | ------------------------------ | ------------------------------ | ------------------------------ | ------------------------------ | ------------------------------ | ------------------------------ | ------------------------------ | ------------------------------ | ------------------------------ | ------------------------------ |
| 1857                           | 1869                           | 1880                           | 1890                           | 1900                           | 1910                           | 1921                           | 1931                           | 1948                           | 1953                           | 1961                           | 1971                           | 1981                           | 1991                           | 2001                           | 2011                           |
| 38                             | 59                             | 67                             | 61                             | 48                             | 58                             | 51                             | 54                             | 33                             | 24                             | 28                             | 22                             | 18                             | 9                              | 5                              | 3                              |

Напомена: До 1900. исказивано под именом Врањак.